# Farmingville
Farmingville ist ein Census-designated place im Suffolk County (New York), einem County im Bundesstaat New York. 

## Geographie
Nach Angaben der Volkszählung im Jahr 2000 hat die Stadt eine Gesamtfläche von 11,7 km², wovon 11,7 km² Land und 0 km² (0 %) Wasser sind.

## Demographie
Im Jahr 2000 hatte der Ort 16.458 Einwohner und eine Bevölkerungsdichte von 1.406,5 Personen pro km².  
Nach Angaben der Volkszählung im Jahr 2000 lag das mittlere Haushaltseinkommen bei 69.148 $ und das mittlere Familieneinkommen bei 72.750 $, wobei das mittlere Einkommen der Männer bei 50.075 $ und das der Frauen bei 31.434 $ lag. Das Pro-Kopf-Einkommen des Ortes lag bei 23.755 Dollar. Etwa 3,0 % der Bevölkerung lebten unterhalb der Armutsgrenze.